# 自動運転バス
自動運転バス（じどううんてんバス）とは、自動運転による乗り合いバスのことである。
運転手不足により、路線バスの減便が相次いでいる実情から、国土交通省は自動運転バスの実証調査事業を開始した。

## 自動運転用バス
2024年現在自動運転用バスには以下のものがある。
- EasyMile（イージーマイル）

DeNAがEasyMile社と業務提携し、私有地における無人運転バスの交通システムを日本初導入した。
- NAVYA EVO

フランスNAVYA社よりリリースされた新型の自動運転EVバス。私有地などの限定エリアではオペレーターの同乗なしで「レベル4」の完全自動運転を実現する。ソフトバンクと先進モビリティの合弁会社BOLDLYが導入した。
- Minibus

名古屋大学発のスタートアップであるティアフォーが生産する日本製の自動運転バス。